# Euphorbia braunsii
Euphorbia braunsii ist eine Pflanzenart aus der Gattung Wolfsmilch (Euphorbia) in der Familie der Wolfsmilchgewächse (Euphorbiaceae).

## Beschreibung
Die sukkulente Euphorbia braunsii bildet kleine Sträucher bis 15 Zentimeter Höhe aus. Aus einer dicken Wurzel, die in den bis 15 Zentimeter langen Stamm übergeht wird ein reich verzweigtes Polster bis 25 Zentimeter Durchmesser mit vielen Verzweigungen gebildet. Die ausgebreiteten Zweige werden 2,5 bis 10 Zentimeter lang und 1,5 bis 3 Zentimeter dick. Sie sind mit 6 Millimeter großen und runden Warzen bedeckt und durch diese gemustert.
Es werden einzelne Cyathien oder einfache Cymen an den Enden der Zweige ausgebildet. Sie stehen an 3 bis 16 Millimeter langen Stielen und sind mit wenigen Tragblättern besetzt, die sich verhärten und langlebig sind. Die Cyathien werden 6 Millimeter groß. Die einzeln stehenden Nektardrüsen sind grün gefärbt und besitzen an den Rändern zwei bis vier weiße, haarartige Anhängsel, die bis 1 Millimeter lang werden. Der nahezu kugelförmige Fruchtknoten ist annähernd sitzend. Über die Früchte und Samen ist nichts bekannt.

## Verbreitung und Systematik
Euphorbia braunsii ist in der südafrikanischen Provinz Ostkap verbreitet.
Die Erstbeschreibung der Art erfolgte 1915 durch Nicholas Edward Brown. Die Art ist eventuell eine Form von Euphorbia rudis.